# Coltauco
Coltauco é uma comuna da província de Cachapoal, localizada na Região de O'Higgins, Chile. Possui uma área de 224,7 km² e uma população de 16.228 habitantes (2002).